# Boliviaanse boliviano
De Boliviaanse boliviano is de munteenheid van Bolivia. Eén boliviano is honderd centavo.
Munten in circulatie: 10, 20 en 50 centavo en 1, 2 en 5 boliviano. Het papiergeld is beschikbaar in 10, 20, 50, 100 en 200 boliviano.
Bolivia gebruikte de peso tot 1863, die toen vervangen werd door de boliviano met een verhouding van 1:1 (BOE). In 1963 moest de boliviano vervangen worden, door de opgetreden inflatie, en werd vervangen door de peso boliviano (BOP) in een verhouding van 1:100. In 1987 werd, wederom als gevolg van de inflatie, de nieuwe boliviano geïntroduceerd, waarbij de peso vervangen werd in een verhouding van 1:1.000.000.
De Amerikaanse dollar wordt veelal in Bolivia als betaalmiddel geaccepteerd.

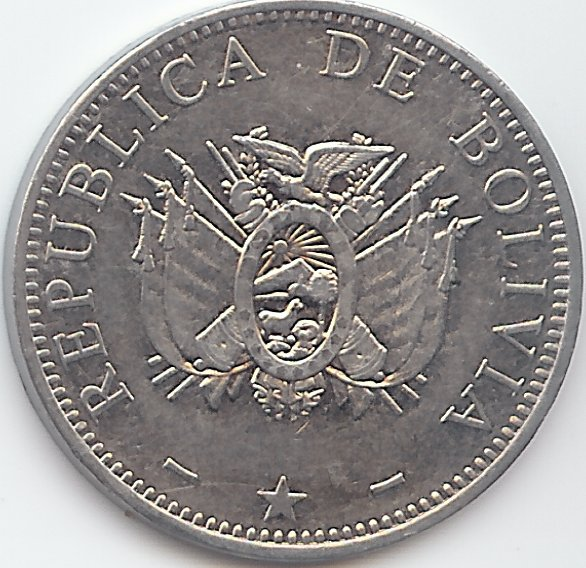
50 centavos

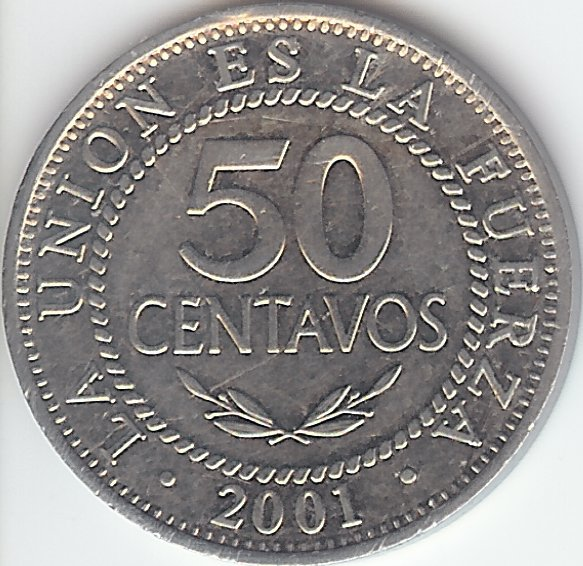
50 centavos